# Pericrocotus albifrons
A Pericrocotus albifrons a madarak osztályának verébalakúak (Passeriformes) rendjébe és a tüskésfarúfélék (Campephagidae) családjába tartozó faj.

## Rendszerezése
A fajt Thomas C. Jerdon brit ornitológus írta le 1862-ben.

## Előfordulása
Délkelet-Ázsiában, Mianmar területén honos. Természetes élőhelyei a szubtrópusi vagy trópusi füves puszták, szavannák és cserjések, valamint szántóföldek. Állandó, nem vonuló faj.

## Megjelenése
Testhossza 15–16,5 centiméter.

## Természetvédelmi helyzete
Az elterjedési területe elég kicsi, de nem igazán felmért, egyedszáma viszont csökken. A Természetvédelmi Világszövetség Vörös listáján mérsékelten fenyegetett fajként szerepel.